# Marcus Gilmore
Marcus Gilmore, né le 10 octobre 1986, est un batteur de jazz américain.
Il a notamment joué avec Red Garland, Steve Coleman, Chick Corea, Pharoah Sanders, Savion Glover ou Pat Metheny.

## Biographie
Marcus Gilmore est le petit-fils de Roy Haynes, lui-même batteur de jazz, qui lui offre sa première batterie à l'âge de 10 ans. Il étudie avec le saxophoniste Steve Coleman dès ses 15 ans, avant d'être diplômé de la LaGuardia High School of Music & Art & Performing Arts.
Il a plusieurs projets personnels, notamment Actions Speak et Silouhwav.
En 2020, sa première composition symphonique Pulse est jouée par le Cape Town Philharmonic Orchestra (en). La même année, il participe à la bande originale du film de Pixar Soul

## Récompenses
Il a reçu plusieurs distinction tel que le Wynton Kelly Foundation Award[Quand ?] ou le Wyoming Seminary PAI Best Instrumentalist Award[Quand ?][réf. nécessaire]. Il a également gagné plusieurs Grammy Awards[précision nécessaire].

## Discographie

### En tant que leader ou coleader
- 2011 : Berlin - New York, avec Ben Kraef, Rainer Böhm et John Patitucci (ACT)
- 2018 : In Common, avec Walter Smith III, Matthew Stevens, Joel Ross et Harish Raghavan (Whirlwind Recordings)

### En tant que sideman
Avec Ambrose Akinmusire
- 2018 : Origami Harvest (Blue Note)

Avec Lakecia Benjamin
- 2020 : Pursuance: The Coltranes (Ropeadope Records)

Avec Rafiq Bhatia
- 2018 : Breaking English

Avec Matt Brewer
- 2014 : Mythology (Criss Cross Jazz)

Avec Donald Brown
- 2013 : Born To Be Blue (Space Time Records)

Avec Keith Brown
- 2011 : Sweet & Lovely (Space Time Records)

Avec Francesco Cafiso
- 2020 : Irene Of Boston - Conversation avec Corto Maltese (Eflay)

Avec Gerald Clayton
- 2020 : Happening: Live At The Village Vanguard (Blue Note)

Avec Steve Coleman
- 2006 : Weaving Symbolics, Steve Coleman and Five Elements (Label Bleu)
- 2010 : Harvesting Semblances And Affinities, Steve Coleman and Five Elements (Pi Recordings)
- 2011 : The Mancy Of Sound, Steve Coleman and Five Elements (Pi Recordings)
- 2015 : Synovial Joints, Steve Coleman and the Council Of Balance (Pi Recordings)

Avec Chick Corea
- 2012 : The Continents: Concerto for Jazz Quintet & Chamber Orchestra
- 2013 : Copenhagen 2013
- 2013 : The Vigil (en)
- 2018 : Tempus Fugit (Stretch Records)
- 2019 : Antidote (en) (Concord Jazz)

Avec Marko Črnčec
- 2010 Moral Interchange (B.A.S.E. Založba)

Avec Kris Davis
- 2016 : Duopoly (Pyroclastic Records)

Avec Dave Douglas Quintet
- 2011 : Three Views (Greenleaf Music)
- 2011 : GPS Vol 2: Orange Afternoons (Greenleaf Music)

Avec John Escreet
- 2011 : The Age We Live In (Mythology Records)

Avec Roman Filiu
- 2012 : Musae (Dafnison Music)

Avec Hans Glawischnig
- 2008 : Panorama (Sunnyside Records)

Avec Danny Grissett
- 2011 : Stride (Criss Cross Jazz )

Avec Graham Haynes
- 2007 : Full Circle (Kindred Rhythm)

Avec Gilad Hekselman (en)
- 2008 : Words Unspoken (LateSet Records)
- 2011 : Hearts Wide Open (Le Chant Du Monde)
- 2013 : This Just In (Jazz Village)
- 2015 : Homes (Jazz Village)

Avec Marquis Hill
- 2019 : Love Tape (Black Unlimited Music Group)

Avec Lisa Hilton
- 2014 : Kaleidoscope (Lisa Hilton Music and Ruby Slippers Productions)

Avec Shafiq Husayn
- 2019 : The Loop (Black Unlimited Music Group)

Avec Vijay Iyer
- 2005 : Reimagining (Savoy Records)
- 2008 : Tragicomic (Sunnyside Records)
- 2009 : Historicity (ACT)
- 2012 : Accelerando (ACT)
- 2015 : Break Stuff (ECM)

Avec Lenart Krečič
- 2010 : Chain Of Sounds

Avec Lionel Loueke
- 2010 : Mwaliko (Blue Note)

Avec Lage Lund
- 2012 : Four (SmallsLIVE)

Avec Joe Martin (en)
- 2009 : Not By Chance (Anzic Records)

Avec Taylor McFerrin
- 2015 : Early Riser (Brainfeeder)

Avec Iris Ornig
- 2012 : No Restrictions

Avec Chris Potter
- 2017 : The Dreamer Is The Dream (ECM)

Avec Noah Preminger
- 2019 : Preminger Plays Preminger (Newvelle Records)

Avec Jure Pukl
- 2010 : EARchitecture (Sessionwork Records)

Avec Robert Rodriguez
- 2016 : Melodies And Fantasies (Rodbros Music)

Avec Gonzalo Rubalcaba
- 2008 : Avatar (Blue Note)
- 2011 : XXI Century (5 Passion Productions)
- 2015 : Charlie (5Passion)

Avec Nicholas Payton
- 2008 : Into The Blue (Nonesuch Records)

Avec Christian Scott
- 2007 : Anthem (Concord Records)

Avec Walter Smith III
- 2009 : Live In Paris (Space Time Records)

Avec Clark Terry & The Young Titans Of Jazz
- 2005 : Live At Marihans (Chiaroscuro Records)

Avec Mark Turner
- 2014 : Lathe of Heaven (ECM)

Avec Will Vinson Quintet
- 2013 : Live At Smalls (SmallsLIVE)

Avec David Virelles
- 2014 : Mbókò (ECM)
- 2016 : Antenna (ECM)